# 仁井田村 (福島県岩瀬郡)
仁井田村（にいだむら）は福島県岩瀬郡にかつて存在した村である。

## 地理
- 現在の須賀川市の北部、旧須賀川市の北西部に位置する。

## 歴史

### 村域の変遷
- 1889年（明治22年）4月1日 - 町村制施行により、旧来の仁井田村・舘ケ岡村・滑川村が合併し岩瀬郡仁井田村が発足。
- 1955年（昭和30年）3月10日 - 須賀川市に編入され廃止。
- 1970年（昭和45年） - 旧村域の一部（仁井田の一部）が郡山市に編入。

変遷表
| 1868年 以前 | 1868年 以前    | 明治22年 4月1日 | 昭和30年 3月10日 | 昭和45年      | 現在     |
| ----------- | -------------- | --------------- | ---------------- | ------------- | -------- |
|             | 仁井田村       | 仁井田村        | 須賀川市 に編入  | 須賀川市      | 須賀川市 |
|             | 舘ケ岡村       | 仁井田村        | 須賀川市 に編入  | 須賀川市      | 須賀川市 |
|             | 滑川村         | 仁井田村        | 須賀川市 に編入  | 須賀川市      | 須賀川市 |
|             | 仁井田村の一部 | 仁井田村        | 須賀川市 に編入  | 郡山市 に編入 | 郡山市   |

## 大字
- 仁井田（にいだ）
- 舘ケ岡（たてがおか）
- 滑川（なめがわ）

## 人口・世帯

### 人口
総数 [単位： 人]
| 1889年（明治22年） | 2,375 |
| 1920年（大正 9年） | 3,091 |
| 1947年（昭和22年） | 4,722 |

### 世帯
総数 [単位： 世帯]
| 1920年（大正 9年） | 544 |
| 1947年（昭和22年） | 730 |